# 行為神經學
行為神經學是神經學的一個分支，專注於研究行為、記憶、與認知的神經學基礎，也探討神經損傷與疾病的影響和治療方法。與行為神經學相關的領域包括神經病學與神經心理學等。「行為神經學與神經病學」已經在2004年正式被UCNS認可為神經學的一個分支學科。
行為神經學所研究的症狀與疾病包括（但不限於）:
- 認識不能
- 失讀症
- 失憶症
- 失语症
- 運用不能
- 注意力不足過動症
- 自閉症
- 失智症
- 思覺失調
- 中風
- 腦部創傷

## 歷史
對行為症狀的敘述可追溯至古希臘與古埃及，但直到19世紀行為神經學才開始興起。在弗朗茲·約瑟夫·加爾建立靈長類大腦功能定位理論後，緊接著19世紀中期保羅·布洛卡及卡爾·韋尼克提出失語症的功能定位。伴隨著愛羅斯·阿茲海默與阿諾德·皮克對失智症的症狀敘述，功能定位神經學與症狀敘述的相關研究在19世紀末至20世紀初達到巔峰。
卡爾·拉什利的大鼠研究結果使得功能定位理論與行為功能的病變模型暫緩發展，直到諾曼·賈許溫德的研究使得美國境內的行為神經學研究復興，賈許溫德以其對分離綜合症的研究著名。1980年代出現的活體神經成像則提供了研究病變、結構與行為功能障礙一項有力的工具。

## 其他
- 神經行為學
- 生物心理學

## 外部連結
- Society for Behavioral and Cognitive Neurology （页面存档备份，存于）
- United Council for Neurologic Subspecialties